# 鲁塔帕纳·潘达
鲁塔帕纳·潘达（英語：Rutaparna Panda，1999年5月7日—），印度女子羽毛球運動員。她是斯维塔帕纳·潘达的姐姐

## 簡歷
2018年10月，鲁塔帕纳·潘达出戰希臘公開賽，與阿拉希·萨拉·苏尼尔合作贏得女子雙打比賽冠軍。

## 主要比賽成績
只列出曾進入準決賽的國際賽事成績：
| 年份   | 賽事                       | 公開賽級別 | 項目     | 搭檔               | 成績   |
| ------ | -------------------------- | ---------- | -------- | ------------------ | ------ |
| 2018年 | 希臘羽毛球公開賽           | 國際系列賽 | 女子雙打 | 阿拉希·萨拉·苏尼尔 | 冠軍   |
| 2018年 | 印度羽毛球國際挑戰賽       | 國際挑戰賽 | 女子雙打 | 阿拉希·萨拉·苏尼尔 | 準決賽 |
| 2019年 | 蒙古國羽毛球國際賽         | 國際挑戰賽 | 女子雙打 | 玛内沙·库卡帕利    | 準決賽 |
| 2019年 | 加納羽毛球國際賽           | 國際系列賽 | 女子雙打 | 玛内沙·库卡帕利    | 冠軍   |
| 2019年 | 加納羽毛球國際賽           | 國際系列賽 | 混合雙打 | 拉馬錢德蘭·斯洛    | 冠軍   |
| 2019年 | 拉各斯羽毛球國際經典賽     | 國際挑戰賽 | 女子雙打 | 玛内沙·库卡帕利    | 準決賽 |
| 2019年 | 拉各斯羽毛球國際經典賽     | 國際挑戰賽 | 混合雙打 | 拉馬錢德蘭·斯洛    | 亞軍   |
| 2019年 | 尼泊爾羽毛球國際挑戰賽     | 國際挑戰賽 | 女子雙打 | 玛内沙·库卡帕利    | 亞軍   |
| 2019年 | 孟加拉羽毛球國際挑戰賽     | 國際挑戰賽 | 女子雙打 | 玛内沙·库卡帕利    | 亞軍   |
| 2021年 | 印度羽毛球國際挑戰賽       | 國際挑戰賽 | 女子雙打 | 塔尼莎·克拉斯托    | 亞軍   |
| 2022年 | 聖但尼羽毛球公開賽         | 國際挑戰賽 | 女子雙打 | 斯维塔帕纳·潘达    | 亞軍   |
| 2022年 | 印度羽毛球國際挑戰賽       | 國際挑戰賽 | 女子雙打 | 斯维塔帕纳·潘达    | 準決賽 |
| 2023年 | 哈薩克羽毛球未來系列賽     | 未來系列賽 | 女子雙打 | 斯维塔帕纳·潘达    | 亞軍   |
| 2023年 | 塔吉克斯坦羽毛球國際系列賽 | 國際系列賽 | 女子雙打 | 斯维塔帕纳·潘达    | 冠軍   |
| 2023年 | 喀麥隆羽毛球國際賽         | 國際系列賽 | 女子雙打 | 斯维塔帕纳·潘达    | 冠軍   |
| 2023年 | 拉各斯羽毛球國際經典賽     | 國際挑戰賽 | 女子雙打 | 斯维塔帕纳·潘达    | 準決賽 |
| 2023年 | 坎帕拉羽毛球國際賽         | 未來系列賽 | 女子雙打 | 斯维塔帕纳·潘达    | 冠軍   |
| 2023年 | 烏干達羽毛球國際系列賽     | 國際系列賽 | 女子雙打 | 斯维塔帕纳·潘达    | 冠軍   |
| 2024年 | 斯里蘭卡羽毛球國際挑戰賽   | 國際挑戰賽 | 女子雙打 | 斯维塔帕纳·潘达    | 亞軍   |
| 2024年 | 尼泊爾羽毛球國際挑戰賽     | 國際挑戰賽 | 女子雙打 | 斯维塔帕纳·潘达    | 準決賽 |

| 2018-2026年 | 總決賽 | 超級1000賽 | 超級750賽 | 超級500賽 | 超級300賽 | 超級100賽 | 國際挑戰賽 | 國際系列賽 | 未來系列賽 | 其他 |

### 奧運會和世錦賽參賽紀錄
|          | 搭檔            | 2021  |
| -------- | --------------- | ----- |
| 女子雙打 | 玛内沙·库卡帕利 | 48強1 |

1 賽前退賽